# Dona Drake
Pour les articles homonymes, voir Drake.
Dona Drake est une actrice et chanteuse américaine, de son vrai nom Eunice Westmoreland, née le 15 novembre 1914 à Miami (Floride), morte le 20 juin 1989 à Los Angeles (Californie).

## Biographie
Sous le premier pseudonyme de Rita Rio, elle débute au cinéma dans un court métrage musical sorti en 1935. Après quelques autres courts métrages (et le long métrage Strike Me Pink de Norman Taurog en 1936), quasiment tous musicaux, son premier film sous le second pseudonyme (définitif) de Dona Drake est Aloma, princesse des îles (1941, avec Dorothy Lamour dans le rôle-titre et Jon Hall), où elle tient un second rôle « exotique » (elle en interprétera d'autres par la suite).
En tout, elle contribue à une trentaine de films américains (dont quelques westerns), le dernier étant La Princesse du Nil (avec Debra Paget dans le rôle-titre et Jeffrey Hunter), sorti en 1954. Parmi ses films les plus connus, mentionnons En route vers le Maroc (1942, avec Bing Crosby et Bob Hope) et La Garce (1949, avec Bette Davis et Joseph Cotten).
À la télévision, elle apparaît dans quatre séries, de 1953 à 1955, après quoi elle se retire.
De 1944 à sa mort en 1989, elle est l'épouse du costumier américain Travilla (1920-1990).

## Filmographie complète

### Au cinéma
- 1935 : Moonlight and Melody d'Al Christie (court métrage)
- 1936 : Strike Me Pink de Norman Taurog
- 1938 : Sweet Shoe de Milton Schwarzwald (court métrage, elle-même)
- 1938 : Beautiful, but Dummies de William Watson (court métrage)
- 1939 : Gals and Gallons de Milton Schwarzwald (court métrage)
- 1939 : Rita Rio and his Orchestra de Roy Mack (court métrage, elle-même)
- 1941 : I look at You, réalisateur non-spécifié (court métrage)
- 1941 : Fresh as a Freshman de Jules White (court métrage)
- 1941 : Aloma, princesse des îles (Aloma of the South Seas) d'Alfred Santell
- 1941 : Louisiana Purchase d'Irving Cummings
- 1942 : En route vers le Maroc (Road to Morocco) de David Butler
- 1942 : Au pays du rythme (Star Spangled Rhythm) de George Marshall (elle-même)
- 1943 : Salute for Three de Ralph Murphy (elle-même)
- 1943 : Let's Face It de Sidney Lanfield
- 1944 : Hot Rhythm de William Beaudine
- 1945 : Hollywood Victory Caravan, réalisateur non-spécifié (court métrage documentaire, elle-même)

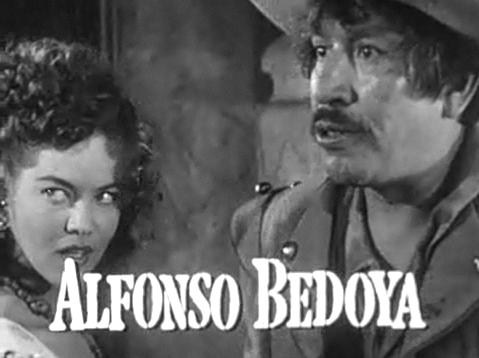
Avec Alfonso Bedoya, dans Les Nouvelles Aventures du capitaine Blood (1950, bande-annonce)

- 1946 : Sans réserve (Without Reservations) de Mervyn LeRoy
- 1946 : Dangerous Millions de James Tinling
- 1948 : Another Part of the Forest de Michael Gordon
- 1948 : So This Is New York de Richard Fleischer
- 1949 : La Garce (Beyond the Forest) de King Vidor
- 1949 : Face au châtiment (The Doolins of Oklahoma) de Gordon Douglas
- 1949 : Vénus devant ses juges (The Girl from Jones Beach) de Peter Godfrey
- 1950 : Les Nouvelles Aventures du capitaine Blood (Fortunes of Captain Blood) de Gordon Douglas
- 1951 : Rudolph Valentino, le grand séducteur (Valentino) de Lewis Allen
- 1952 : Le Quatrième Homme (Kansas City Confidential) de Phil Karlson
- 1953 : The Bandits of Corsica de Ray Nazarro
- 1953 : Son of Belle Starr de Frank McDonald
- 1953 : Down Laredo Way (it) de William Witney
- 1954 : La Princesse du Nil (Princess of the Nile) d'Harmon Jones

### À la télévision (séries)
- 1953 : Les Aventures de Superman (Adventures of Superman), Saison 2, épisode 9 The Dog who knew Superman
- 1954 : City Detective, Saison 2, épisode 5 The Gift Shop de Leslie H. Martinson
- 1955 : Soldiers of Fortune, Saison 1, épisode 33 The Runaway King
- 1955 : The Lone Wolf (en), Saison unique, épisode 15 The Las Vegas Story de Bernard Girard